# Amoreena
Amoreena è un brano country rock interpretato da Elton John e musicato da John su testo di Bernie Taupin. Contenuto nell'album del 1970 Tumbleweed Connection, è una delle canzoni più sofisticate dell'intero lavoro.
Dai toni decisamente ritmati e allegri, parla di una donna di nome Amoreena (che casualmente è anche il nome della figlioccia di John). In questo brano John è accompagnato per la prima volta da Dee Murray e Nigel Olsson, che più tardi formeranno, insieme al chitarrista scozzese Davey Johnstone, la Elton John Band. Il pianoforte è particolarmente evidente, soprattutto nell'intro, elogiata da Rolling Stone. 
Nel 1975 il brano fu utilizzato nei titoli di testa del film Quel pomeriggio di un giorno da cani, diretto da Sidney Lumet.
La canzone compare anche nel primo album live dell'artista, 17 - 11 - 70.